# Henriette von Poschinger

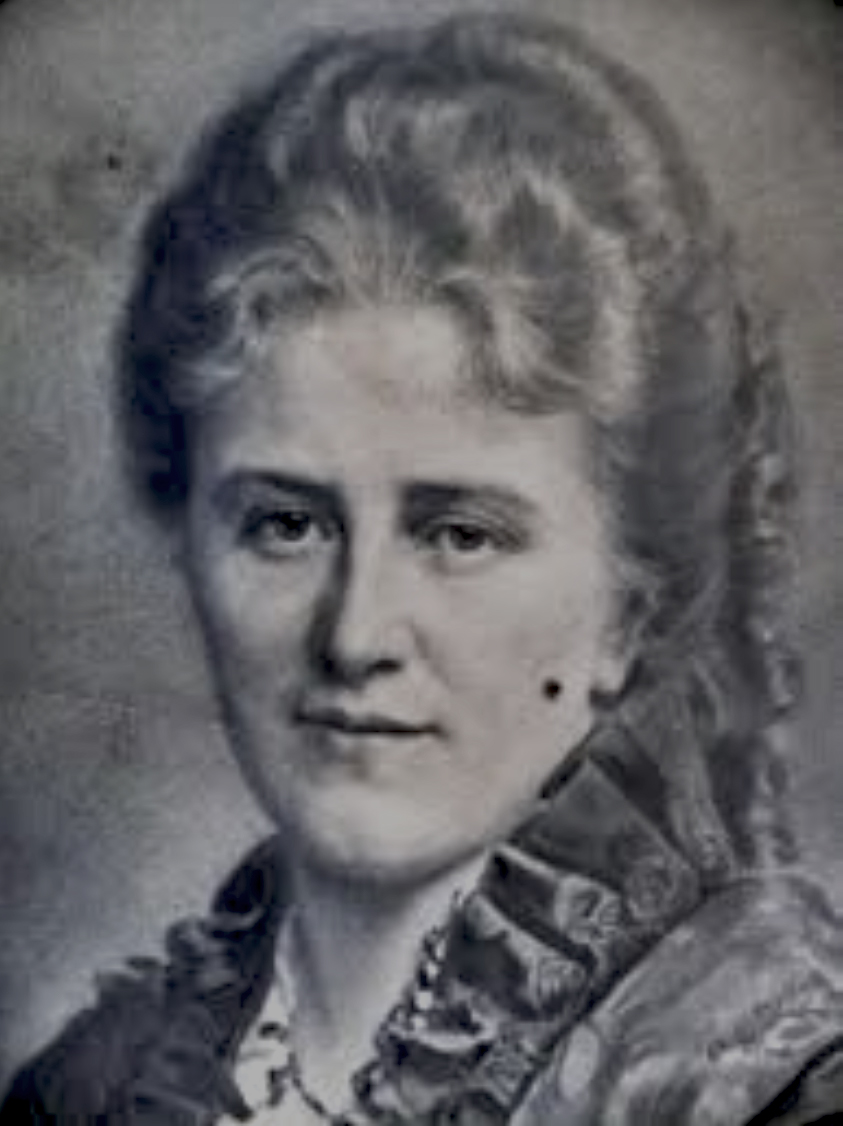
Henriette von Poschinger

Henriette Emilie Julia Elisabeth Edle von Poschinger, geborene Steigerwald (* 1. Dezember 1845 in Deggendorf, Bayerischer Wald; † 29. September 1903 in Tutzing, Landkreis Starnberg, Oberbayern) war eine bayerische Glas-Designerin.

## Familie
Poschinger geb. Steigerwald stammte aus einer wohlhabenden Glasfabrikantenfamilie und war die Tochter des Guts- und Glashüttenbesitzers Wilhelm Steigerwald und der Henrice Reinhold. Ihr Onkel Franz Steigerwald hatte 1836 die Glashütte Theresienthal gegründet, doch schon am 1. April 1861 wurde diese durch die Königliche Bank Nürnberg für 20.000 Gulden an Michael von Poschinger verkauft, Henriettes späteren Ehemann.
Zwei Jahre später heiratete Henriette Steigerwald am 9. Juni 1863 in Zwiesel den königlich bayerischen Kommerzienrat Johann Michael III. Ritter und Edler von Poschinger (* 8. Dezember 1834 auf Gut Ober-Frauenau; † 18. Februar 1908 in München), Gutsherr und inzwischen auch Glashüttenbesitzer in Theresienthal. Er entstammte der alten bayerischen Familie Poschinger und war der Sohn des Johann Michael II. Ritter und Edler von Poschinger (1794–1863), Gutsherr auf den Gütern Oberfrauenau (Landkreis Regen), Drachselsried, Wettzell und Thallersdorf, und der Maria Schweikl (1810–1878).
Seine beiden Enkel Egon von Poschinger (1894–1977) und Hans von Poschinger (1892–1951) erbten das künstlerische Talent ihrer Großmutter Henriette und wurden bekannte Kunstmaler.

## Leben
Poschinger war Meisterschülerin des berühmten Malers Franz von Lenbach (1836–1904). Über mehrere Jahrzehnte arbeitete sie in ihrer Glashütte als Designerin und entwarf Glasformen und Ornamente stilvoller Gläser, hauptsächlich für Pokalen und Römern.
In der Phase des Historismus kopierte sie aber auch Gläser aus dem Bayerischen und dem Germanischen Nationalmuseum, um mit alten Techniken moderne Gläser zu entwerfen.